# Miles Joseph
Miles Joseph (Detroit, 3 de octubre de 1948 – ibídem, 25 de diciembre de 2012) fue un músico y guitarrista estadounidense que había formado parte de bandas exponentes del rock desde 1971.
Durante su carrera tocó para músicos y artistas como Bob Dylan, Aretha Franklin, Joe Sample, Edgar Winter y Bruce Willis por nombrar algunos. En los años 80 formó parte de la banda de rock Player junto a Peter Beckett, John Friesen y Rusty Buchanan. Con ellos grabó los dos últimos álbumes Room With A View y Spies Of Life. Era una enorme presencia en la escena musical de Los Ángeles, la fundación de los icónicos Jones y sirviendo como MD y guitarrista principal de China Club. Bendecido con musicalidad innata y sensibilidad, Joseph podía tocar cualquier estilo, pero fue su peculiaridad con sabor a Detroit que definió el sonido "Killer Red".